# Aukusti Sihvola
Aukusti Sihvola (* 7. März 1895 in Sippola; † 18. Juni 1947 in Luumäki) war ein finnischer Ringer. Er gewann bei den Olympischen Spielen 1928 in Amsterdam eine Silbermedaille im freien Stil im Schwergewicht.

## Werdegang
Aukusti Sihvola, der für den Ringerverein Hallan Visa startete, erreichte erst im Alter von über 30 Jahren die finnische Spitzenklasse im Ringen. Er wog ca. 90 kg und konnte so im Halbschwergewicht (damals bis 87 kg Körpergewicht) oder im Schwergewicht (damals über 87 kg Körpergewicht) starten. Im Jahre 1927 wurde er erstmals finnischer Meister im freien Stil im Schwergewicht. Im Laufe seiner Karriere gewann er dann bis 1934 sechs finnische Meistertitel im freien Stil. Im griechisch-römischen Stil war er weniger erfolgreich. Er kam in diesem Stil in Finnland an Hjalmar Nyström, Edil Rosenqvist und Onni Pellinen nicht vorbei.
Aukusti Sihvola nahm in seiner Laufbahn nur ein einziges Mal an einer internationalen Ringermeisterschaft teil. Das war bei den Olympischen Spielen 1928 in Amsterdam, wo er im freien Stil im Schwergewicht startete. Er siegte dabei über Edvard George aus den Vereinigten Staaten und Edmond Dame aus Frankreich. Gegen Johan Richthoff aus Schweden verlor er. Diese Ergebnisse brachten ihn auf den 2. Platz, womit er eine olympische Silbermedaille gewann.
1934 rang Aukusti Sihvola in Helsinki in einem Länderkampf gegen Schweden gegen Knut Fridell, der zwei Jahre später in Berlin Olympiasieger im Halbschwergewicht im freien Stil werden sollte und unterlag diesem nach Punkten.

## Internationale Erfolge
- 1928, Silbermedaille, Olympische Spiele in Amsterdam, F, S, mit Siegen über Edvard George, USA u. Edmond Dame, Frankreich u. einer Niederlage gegen Johan Richthoff, Schweden;
- 1930, 3. Platz, Intern. Turnier in Stockholm, GR, Hs, hinter Rudolf Svensson u. Carl Westergren, beide Schweden

## Finnische Meisterschaften
Aukusti Sihvola wurde finnischer Meister im freien Stil im Halbschwergewicht in den Jahren 1929, 1930 und 1934 und im Schwergewicht in den Jahren 1927, 1928 und 1931. Im griechisch-römischen Stil belegte er 1930 den 3. Platz und 1931 den 2. Platz im Halbschwergewicht.
(FS=Freistil, GR=griechisch-römisch, Hsg=Halbschwergewicht, Sg=Schwergewicht)
- 1927, 1. Platz, FS, Sg
- 1927, 3. Platz, GR, Hsg, hinter Hjalmar Nyström und Edil Rosenqvist
- 1928, 1. Platz, FS, Hsg, vor Matti Lahti und Masa Kamppinen
- 1928, 2. Platz, GR, Sg, hinter Hjalmar Nyström und vor Antti Gavrilik
- 1929, 1. Platz, FS, Hsg, vor Matti Lahti und U. Luoma
- 1930, 1. Platz, FS, Hsg, vor A. Hietanen
- 1930, 3. Platz, GR, Hsg, hinter Edil Rosenqvist und Onni Pellinen
- 1931, 1. Platz, FS, Sg, vor V. Järvinen
- 1931, 2. Platz, GR, Hsg, hinter Onni Pellinen und vor Onni Sirenius
- 1934, 1. Platz, FS, Hsg, vor Hjalmar Gustafsson